# Andrew Knight
 (mai 2024).
Si vous disposez d'ouvrages ou d'articles de référence ou si vous connaissez des sites web de qualité traitant du thème abordé ici, merci de compléter l'article en donnant les références utiles à sa vérifiabilité et en les liant à la section « Notes et références ».
Pour les articles homonymes, voir Knight.
Andrew Knight, né le 29 septembre 1953 à Melbourne (Australie), est un scénariste de télévision et producteur de cinéma et de télévision australien, connu pour son travail sur Rake, Jack Irish, Tu ne tueras point, Ali's Wedding (en) et La Promesse d'une vie (The Water Diviner).

## Biographie
Knight a coproduit et écrit The Broken Shore, a produit et écrit Siam Sunset pour Artist Services et a écrit le téléfilm Mumbo Jumbo. Il a également participé à de nombreuses émissions de comédie, coproduisant et écrivant pour The Fast Lane, Fast forward, The D-Generation et écrivant pour Full Frontal. Il a été co-créateur, scénariste principal et producteur exécutif de la série dramatique ABC SeaChange (en).
En 1989, il cofonde, avec Steve Vizard, la société de production Artist Services et, en 2000, il forme Cornerstore Films, qui a produit trois séries télévisées majeures, dont la série primée After the Deluge (en), qu'Andrew a écrit et produit.

## Filmographie partielle

### Comme scénariste

#### Au cinéma
- 1991 :  Spotswood de Mark Joffe
- 1997 : The D Generation: The Bottom Drawer  (vidéo)
- 1999 : Siam Sunset de John Polson (basé sur une idée originale d'Andrew Knight)
- 2014 : La Promesse d'une vie de Russell Crowe
- 2016 :  Tu ne tueras point (Hacksaw Ridge) de Mel Gibson
- 2017 :  Le Mariage d'Ali (Ali's Wedding (en))
- 2019 :  La Victoire à tout prix

#### À la télévision
- 1985-1986 :  The Fast Lane  (série télévisée, 20 épisodes)
- 1986-1987 :  The D Generation  (série télévisée, 14 épisodes)
- 1988-1989 :  The D Generation Goes Commercial  (série télévisée, 4 épisodes)
- 1990-1992 : Fast Forward  (série télévisée, 67 épisodes)
- 1991 : Turn It Up  (téléfilm)
- 1992 : Bligh  (série télévisée, 13 épisodes)
- 1993 :  The Making of Nothing  (téléfilm)
- 1993-1997 : Full Frontal  (série télévisée, 64 épisodes)
- 1994 :  Wedlocked  (série télévisée, 11 épisodes)
- 1997 :  Kangaroo Palace  (téléfilm)
- 1998 :  Totally Full Frontal  (série télévisée, 1 épisode)
- 1998-2019 :  SeaChange  (série télévisée, 41 épisodes)
- 1999 : Mumbo Jumbo  (téléfilm)
- 2003 : After the Deluge (en)  (téléfilm)
- 2003 :  CrashBurn  (série télévisée, 13 épisodes)
- 2006 :  Tripping Over  (mini-série télévisée, 6 épisodes)
- 2010-2018 : Rake  (série télévisée, 25 épisodes)
- 2012 :  Jack Irish: Bad Debts  (téléfilm)
- 2013 :  The Broken Shore  (téléfilm)
- 2016 :  The Kettering Incident  (mini-série télévisée, 1 épisode)
- 2016-2021 :  Jack Irish  (série télévisée, 16 épisodes)
- 2022 :  Irreverent  (série télévisée, 1 épisode)
- 2023 :  Bay of Fires  (série télévisée, 8 épisodes)
- 2023 : Le Renard : Prince des voleurs (The Artful Dodger)  (série télévisée, 3 épisodes)

## Reconnaissance et récompenses
- 2015 : AACTA Awards : prix Longford Lyell pour l'ensemble de sa carrière exceptionnelle.
- 2015 : Australian Writers' Guild Award pour un scénario original de long métrage, La Promesse d'une vie (The Water Diviner, co-écrit avec Andrew Anastasios)
- 2016 : Prix AACTA du meilleur scénario original, Tu ne tueras point (Hacksaw Ridge, co-écrit avec Robert Schenkkan)
- 2016 : Australian Writers' Guild Award (AWGIE) pour le scénario original d'un long métrage Ali's Wedding (co-écrit avec Osamah Sami)
- 2017 : Prix AACTA du meilleur scénario original, pour Ali's Wedding (en)